# Campbell Crest
Der Campbell Crest ist mit 1670 m die höchste Erhebung der Bowditch Crests. Er ragt am westlichen Ende dieser Gebirgskette auf der Bermel-Halbinsel an der Bowman-Küste im westantarktischen Grahamland auf.
Luftaufnahmen entstanden bei Überflügen durch den australischen Polarforscher Hubert Wilkins im Jahr 1928 und den US-amerikanischen Polarforscher Lincoln Ellsworth im Jahr 1935. Ellsworths Fotos dienten 1937 dem US-amerikanischen Geographen W. L. G. Joerg für eine grobe Kartierung. Weitere Luftaufnahmen entstanden 1940 bei der United States Antarctic Service Expedition (1939–1941) und 1966 durch die United States Navy. Der Falkland Islands Dependencies Survey nahm 1958 eine geodätische Vermessung vor. Das UK Antarctic Place-Names Committee benannte ihn 1993 nach Jon C. Campbell, Geograph des United States Geological Survey und Mitglied des Advisory Committee on Antarctic Names.